# Wielkopole (Tuszyn)
Wielkopole – część miasta Tuszyn, w Polsce położonego w województwie łódzkim, w powiecie łódzkim wschodnim, osiedle we wschodniej części obszaru miasta.
W latach 1975–1998 miejscowość należała administracyjnie do województwa łódzkiego.